# Nova umjetnička praksa
Nova umjetnička praksa naziv je za novi likovni izričaj u periodu od 1966. do 1978. godine na području ondašnje Jugoslavije, odnosno na području današnje Hrvatske, Srbije i Slovenije, koji nastoji povezati umjetnost i društvo.
Nova umjetnička praksa vremenski i idejno konkurira tadašnjim pravcima svjetske likovne umjetnosti, osobito pojavi konceptualne umjetnosti kao umjetničkog pokreta koji se javlja 1960-ih s Josephom Kosuthom i Lawrenceom Weinerom kao ključnim predstavnicima, zbog čega se često Nova umjetnička praksa poistovjećuje s konceptualnom umjetnošću iako je ona samo jedan od njenih pravaca.

## Počeci
Umjetnost 60-ih godina 20. stoljeća uvelike je obilježena Novim tendencijama koje su, kao platforma za konstruktivističku i programatsku umjetnost, bile jednom od najvažnijih međunarodnih manifestacija. Paralelno s Novim tendencijama razvijao se i drugi, potpuno drugačiji jezik likovne umjetnosti - onaj umjetničke grupe Gorgona. Iako je Gorgona mogla izvršiti značajan utjecaj na novu umjetničku praksu, radovi - kao i djelovanje grupe - bit će predstavljeni tek petnaestak godina poslije. Početni radovi umjetnika Nove umjetničke prakse, s kraja 60-ih godina, zbog utjecaja ranije konstruktivističke struje, često su pogrešno shvaćeni kao nastavak iste. Šezdesetih godina 20. stoljeća djeluju i umjetnici koji će retroaktivno biti shvaćeni kao preteče novog likovnog jezika. Radovi Julija Knifera, Josipa Stošića, Ivana Kožarića i Tomislava Gotovca prethode atmosferi s kraja 60-ih i 70-ih godina u kojoj će i sami aktivno sudjelovati. Promjene u pristupu umjetnosti, poput akcije Happ-naš Ive Lukasa i Hrvoja Šercara (1967.), zatim Hit-parada (1968.) održana u Galeriji SC u Zagrebu, obilježit će početak novih iskustava.

## Karakteristike
Novi jezik likovne umjetnosti Nove umjetničke prakse karakteriziraju dva pristupa u umjetnosti: jedan koji uključuje autorovu subjektivnost, naglasak na individualnosti, te korištenje različitih medija (arte povera, land art, body art, earth works) i drugi pristup, koji svoj izvor nalazi u analitičkoj filozofiji i filozofiji jezika pod utjecajem Wittgensteina i Ayera. Drugi pristup, koji se opisom podudara s konceptualnom umjetnošću, odlikuje analiza konstuktivističkih termina samog jezika, objektivnost te kritika kulturnog i umjetničkog sistema. Cijelo se razdoblje često poistovjećivalo s nazivom konceptualna umjetnost, iako je to samo jedan od novonastalih pravaca. Likovni umjetnici tog perioda na prostoru današnje Hrvatske pripadaju intervencionistima i konceptualistima, najčešće kombinirajući oba pristupa u svojem radu. Sve je češća pojava umjetnika koji interveniraju u sam prostor svakodnevnice (prostor grada, stanova, zgrada), umjetnika koji se poigravaju označiteljem i označenim na razini svakodnevnog života, te onih koji zadiru u same probleme sustava, bilo onog umjetničkog odnosno galerijskog sustava ili ondašnjeg političkog sistema. Djelovanje unutar umjetničkih grupacija jedno je od osnovnih obilježja ovog razdoblja; u Hrvatskoj nastaju grupe Penzioner Tihomir Simčić, grupa Tok, Crveni Peristil, Grupa šestorice autora, u Sloveniji pionirska grupa ovog razdoblja OHO (koja kasnije prelazi u Obitelj u Šempasu), te u Srbiji grupe KOD, Bosch+Bosch, Grupa 143, Ekipa A3, Verbum program. Povod za nastajanje grupa, kao i novog duktusa, mogli bismo tražiti i u studenskim nemirima 1968. godine. Mogućnost razvijanja novog izričaja podupiru galerijski prostori od presudne važnosti: Galerija Studentskog centra u Zagrebu, Galerija suvremene umjetnosti u Zagrebu, Tribina mladih u Novom Sadu, Studentski kulturni centar u Beogradu, Galerija Nova u Zagrebu. Uz navedene izložbene prostore razvijaju se nekonvencionalni galerijski prostori poput Galerije stanara i veže u Frankopanskoj 2a, a umjetničkim druženjima poslužili su još stan umjetnice Sanje Iveković, bivši atelijer Dalibora Martinisa (Poodrum) i Centar za multimedijalna istraživanja Galerije Studentskog centra u Zagrebu. Karakteristično je za ovo razdoblje stvaranje novih manifestacija koje su uključivale intervancije u svakodnevni urbani prostor (Mogućnosti za 71., Mogućnosti za 72., Pučke svečanosti u Sopotu, sekcija Prijedlog Zagrebačkog salona).

## Grupe unutar Nove umjetničke prakse
Generacijsko spajanje istomišljenika jedno je od osnovnih obilježja ovog perioda. Grupe su spajale umjetnike različita školovanja, ali sličnih interesa. Grupa TOK jedna je od grupa koja se bavi intervencijama u urbani prostor pokušavajući potaknuti reakciju publike. Članovi grupe Vladimir Gudac, Dubravko Budić, Davor Lončarić, Ivan Šimunović, Gustav Zechel i Darko Zubčević ističu da su oni autori koji stvaraju za ulicu, pa će tako biti zamijećeni i njihovi radovi, kao što je otiskivanje gume po prostoru robne kuće. Njihov procesualni tip rada predstavljen je na sekciji Prijedloga 6. Zagrebačkog salona te na pazinskom Urbofestu. Vladimir Gudac jedini je od članova grupe koji nastavlja djelovati nakon raspada grupe. Penzioner Tihomir Simčić naziv je grupe koju su u osnovi činili Goran Trbuljak i Slobodan Braco Dimitrijević, iako u grupu možemo uvrstiti sve slučajne prolaznike koji su, uz dvojicu aranžera, i sami bili koautori različitih umjetničkih akcija i djela. Prvi radovi grupe nastaju oko 1969. godine. Dok se Goran Trbuljak u svom radu oštro sukobljava s galerijskim sustavom u kojem galerija odlučuje o umjetničkoj sudbini, Braco Dimitrijević poigrava se prolaznicima mijenjajući pozicije označitelja i označenog u radovima poput Prolaznik kojeg sam slučajno sreo u 12 i 15. Njihovi su radovi predstavljeni i u sklopu vlastitog nekonvencionalnog izložbenog prostora u veži u Frankopanskoj 2a. Bilježi se djelovanje grupe Crveni Peristil u Splitu. Pave Dulčić, Slaven Sumić, Vjeko Benzon, Ante Aljinović, Srđan Blažićević, Radovan Kogej, Nenad Đapić te Toma Čaleta poznati su članovi grupe čiji je najpoznatiji rad bojanje splitskog Peristila u crvenu boju u večeri s 10. na 11. siječnja 1968. godine. Grupa šestorice autora (Boris Demur, Željko Jerman, Vlado Martek, Sven i Mladen Stilinović, Fedor Vučemilović) godine 1975. nastavljaju praksu djelovanja u urbanom ambijentu. Njihovi su radovi zabilježeni u samom centru grada, na mjestima namijenjenima za odmor, kao što je kupalište na Savi, te u novim naseljima bez kulturnih sadržaja, poput Sopota. Ako djeluju u sklopu galerije, pretvaraju galeriju u poprište neprekidna zbivanja. Izdavali su časopis Maj'75 te djelovali u Poodrumu u Mesničkoj 12. Mladen Stilinović ujedno je i voditelj Galerije proširenih medija.

## Predstavnici
Uz umjetnike predstavljenih grupa za Novu umjetničku praksu važno je spomenuti umjetnike i radove povezane s video-tejpom, odnosno video-umjetnosti. Dalibor Martinis, Sanja Iveković te Ivan Ladislav Galeta pioniri su video medija i eksperimentiranja samim medijem. Rad Sanje Iveković ujedno je važan u kontekstu shvaćanja pop-kulture unutar ikonografije svijeta žena. Na granici likovne umjetnosti i izvedbene umjetnosti ovog razdoblja nemoguće je ne spomenuti Tomislava Gotovca, vodećeg umjetnika happeninga i performansa. Gorki Žuvela, predstavnik „linije društvene angažiranosti“ Nove umjetničke prakse, pokušava povezati umjetnost i svakodnevni život u kakvom je politika primat ispitivanja. Jedan je od poznatijih njegovih radova Komadić crvenog trga posvećen dobrim komunistima, pri čemu se koristi poznatom tipografijom političkog sistema, na taj način ujedno i kritizirajući sistem i udaljavajući se od njega. U zatišju oko 1973. godine novi zamah u umjetnosti pružaju Boris Bućan, koji sudjeluje i u ranijm izložbama koje interveniraju u prostor grada, te Željko Borčić. Boris Bućan podiže suvremene spomenike pojmu (Laž, Fach idiot=Stil) uz propitivanje položaja umjetnika i pop-kulture, a Željko Borčić u središte svog rada postavlja aktualizaciju autora.

## Izložbeni prostori i izložbe
Pod vodstvom Želimira Koščevića, Galerija Studentskog centra u Zagrebu javlja se kao jedna od najvažnijih platforma za promoviranje umjetničkih radova nove, mlade generacije umjetnika. U sklopu djelovanja Galerije SC organizirane su važne izložbe: Izložba žena i muškaraca (1970.), Akcija Total (1970.), Poštanske pošiljke (1971.), Izložba starih osmrtnica (1972.). Uz spomenute izložbe važan je i Natječaj za oblikovanje ambijenta Galerije Studentskog centra u kojemu sudjeluju umjetnici Gorki Žuvela, Dalibor Martinis (Modul N+Z), Slobodan Braco Dimitrijević (Suma 680), Sanja Iveković, Dean Jokanović, Janez Segolin i Jagoda Kaloper.  U sklopu djelovanja Galerije suvremene umjetnosti u Zagrebu organizirana je važna izložba Mogućnosti za 71., koja je predstavljala pokušaj animiranja dnevnog i noćnog ambijenta starog dijela grada. Već će sljedeće godine biti održane Mogućnosti za 72. Od izložbi su važne i Guliver u Zemlji čuda u Kornaskom parku skulptura u Karlovcu, Pučke svečanosti u Sopotu pod vodstvom Želimira Koščevića, Plastex"75 te pokušaj organiziranja test-poligona za cjelokupni umjetnički život u Šidu (1972.). Uz osnovne sekcije 6. Zagrebačkog salona godine 1970./1971. osniva se sekcija Prijedlog, povodom koje će biti organizirana izložba pod nazivom Grad kao prostor plastičkog zbivanja (Želimir Koščević i Željka Čorak), koja bilježi različite intervencije u urbanom prostoru. Galeriju stanara osnovala je Ida Biard, povjesničarka umjetnosti koja je svojim nekonvencionalnim pristupom, kao i prostorom (tržnice, stanovi, kino dvorane), pružala umjetnicima izvan galerijskog sistema priliku da se iskažu. Galerija stanara organizirana je u Parizu i Zagrebu. U trenutku kad umjetnici ulaze u sam umjetnički sistem, Ida Biard prekida rad Galerije. Vežu u Frankopanskoj 2a organizirali su Braco Dimitrijević i Goran Trbuljak, osnivači grupe Penzioner Tihomir Simčić. Veža predstavlja izložbeni prostor, odnosno haustor zgrade u kojemu su izlagali svoja djela, načinjena često od običnih svakodnevnih predmeta. Prostor je bio namijenjen svima: umjetnicima, kritičarima, slučajnim prolaznicima, a ponajviše stanarima same zgrade. Kao posljedica djelovanja u veži u Frankopanskoj 2a, organizirano je pet izložbi (Revija s vodom 1970., Tri skupine predmeta 1970., samostalna izložba fotografija Gorana Trbuljaka 1970., At the moment 1971., Trbuljakove Vibrirajuće gumene vrpce 1972.) od koji je najvažnija At the moment (1971.), prva međunarodna izložba konceptualne umjetnosti u nas.

## Vanjske poveznice
1. Arhiva Nove umjetničke prakse[neaktivna poveznica]
2. Katalog izložbe Mogućnosti za 1971.
3. MSU - reprodukcije i pojedini autori